# Tjarda van Starkenborgh Stachouwer
Jonkheer Alidius Warmoldus Lambertus Tjarda van Starkenborgh Stachouwer (Groninga, 7 marzo 1888 – Wassenaar, 16 agosto 1978) è stato un diplomatico e politico olandese.

## Biografia

### La famiglia e gli studi
Di antica famiglia nobile di proprietari terrieri della provincia di Groninga, suo padre Edzard era professore di storia, lingua olandese e filosofia in un liceo di Groninga e commissario reale nella provincia di Groninga, nonché successivamente borgomastro della città, mentre sua madre Christine Jacobe Quintus era insegnante di musica e soprano d'opera. Studiò presso un ginnasio di Groninga e giurisprudenza all'Università di Leida, e vinto un concorso per segretario di legazione, intraprese la carriera diplomatica.

### I primi incarichi
Fu segretario e poi consigliere di legazione presso le ambasciate olandesi a Copenaghen, Stoccolma e Berlino dal 1915 al 1933; tra il 1925 e il 1933 fu Commissario Reale della provincia di Groninga e dal 1933 al 1936 ambasciatore a Bruxelles. Il 16 settembre 1936 divenne Governatore Generale delle Indie Orientali Olandesi succedendo al troppo inaffidabile governatore de Jonge.

### Governatore delle Indie Orientali
Quando i Paesi Bassi furono invasi dalle truppe tedesche e capitolarono il 10 maggio 1940 van Starkenborgh dichiarò la legge marziale nelle Indie Orientali Olandesi e requisì diciannove imbarcazioni tedesche come pegno per la liberazione del suo paese e fece imprigionare tutti gli abitanti tedeschi della colonia. Nel dicembre 1941 il Giappone diede inizio alle operazioni militari nell'Oceano Pacifico, e van Starkenborgh, che era ancora governatore delle Indie Orientali, si alleò alle truppe britanniche e statunitensi (5.000 uomini) contro l'invasore giapponese, comandando 93.000 soldati olandesi in Indonesia.
Il 15 gennaio le truppe giapponesi presero Batavia, capitale della colonia, e il governo fu costretto a fuggire a Bandung; domenica 8 marzo il generale Hitoshi Imamura si incontrò con van Starkenborgh e gli intimò la resa incondizionata; Starkenborgh, riconoscendo l'assoluta impossibilità delle truppe alleate e della popolazione locale di difendersi in quanto a corto di munizioni e stremata dalle malattie, negoziò la resa.
Tjarda van Starkenborgh, la sua famiglia e altre personalità civili e militari olandesi vennero fatte prigioniere; i giapponesi offrirono all'ex governatore uno speciale trattamento onorifico, che egli rifiutò e fu internato in comune campo di prigionia, mentre sua moglie Christine Marburg (1907-1993) e le sue cinque figlie furono internate in un altro campo.
Successivamente fu trasferito nel campo di concentramento mancese di Hsien (oggi Liaoyuan), dove venne liberato insieme ad un gruppo di importanti prigionieri (tra questi il generale statunitense Jonathan Mayhew Wainwright IV) il 16 agosto 1945.

### Gli ultimi anni
Starkenborgh tornò nei Paesi Bassi con la sua famiglia, declinando l'invito della regina Guglielmina ad occupare la carica di Governatore Generale delle Indie Orientali persa nel 1942, che invece toccò a Hubertus van Mook. Il 16 ottobre 1945 fu nominato ambasciatore in Francia e fu dal 1950 al 1956 rappresentante olandese alla NATO. Negoziò con il Belgio tra il 1963 e il 1966 e con Pieter Sjoerds Gerbrandy e Louis Beel fu uno dei responsabili dello smascheramento e cacciata di Greet Hofmans.

## Onorificenze
- Ordine del Leone dei Paesi Bassi
- Ordine di Orange-Nassau
- Ordine del Leone d'Oro di Nassau
- Ordine della Casata d'Orange
- Ordine per la Lealtà e Merito
- Ordine della Corona (Paesi Bassi)
- Ordine di San Giovanni del Baliaggio dei Paesi Bassi
- Ordine di Leopoldo II
- Ordine Reale della Cambogia
- Legion d'onore
- Ordine dell'Impero Britannico
- Ordine della Stella Polare
- Ordine al Merito della Repubblica ungherese